# Puerto Rico Open 1992
Puerto Rico Open 1992 — жіночий тенісний турнір, що проходив на відкритих кортах з твердим покриттям San Juan Central Park у Сан-Хуані (Пуерто-Рико). Належав до турнірів 4-ї категорії в рамках Туру WTA 1992. Турнір відбувся вдесяте і тривав з 26 жовтня до 1 листопада 1992 року. Перша сіяна Марі П'єрс здобула титул в одиночному розряді й отримала 27 тис. доларів США.

## Фінальна частина

### Одиночний розряд
Марі П'єрс —  Джиджі Фернандес 6–1, 7–5
- Для П'єрс це був 3-й титул в одиночному розряді за сезон і 4-й — за кар'єру.

### Парний розряд
Аманда Кетцер /  Елна Рейнах —  Джиджі Фернандес /  Кеті Ріналді-Стункел 6–2, 4–6, 6–2